# Ryōun Maru
Die Ryōun Maru (jap. 漁運丸, dt. „Fischereiglück“) war ein japanisches Kalmarfischereiboot (englisch: squid jigging vessel).

## Geschichte
Das Boot war 2011 zur Verschrottung vorgesehen und in einem Hafen auf Hokkaidō vertäut. Das Schiff mit dem Fischereikennzeichen HKI-1113 („HKI“ für Hokkaidō) wurde vom Tsunami 2011 in Japan mitgerissen. Ab da trieb das Schiff, welches der Eigner nach dem Tsunami aus dem Schiffsregister löschen ließ, als Geisterschiff über den Pazifischen Ozean. Ende März 2012 wurde es in der Nähe der Küste Alaskas, äußerlich mitgenommen aber stabil schwimmfähig, geortet. Am 4. April 2012 ließ die US-amerikanische Küstenwache einen Positionssender auf das Deck fallen[Beleg?]. Seitdem wurde die Position des Schiffes beobachtet.

### Versenkung

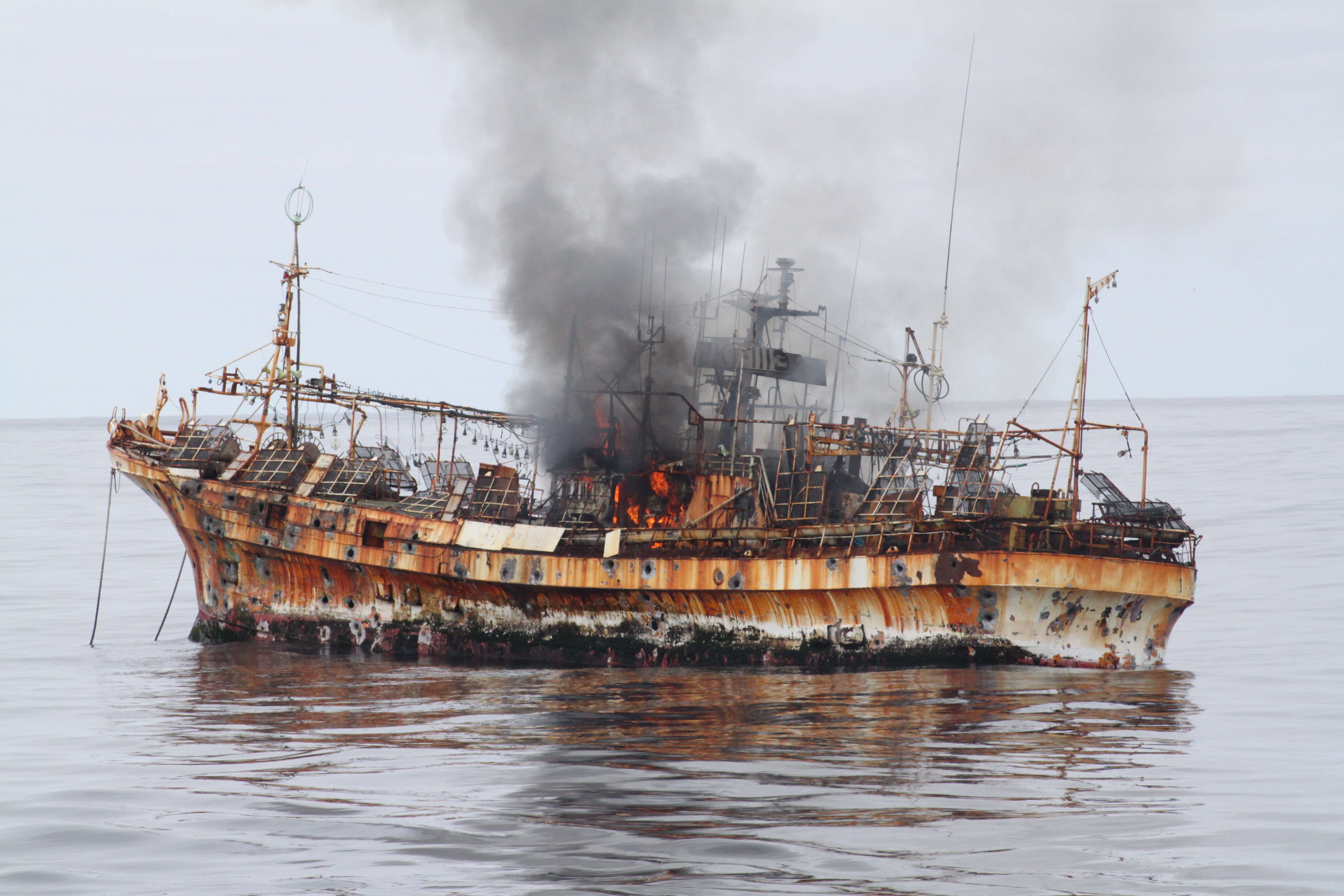
Die Ryōun Maru hat Feuer gefangen und ihr Rumpf weist zahlreiche Einschüsse auf, nachdem sie vom US-Küstenwachschiff Anacapa am 5. April 2012 beschossen wurde.

Die Küstenwache plante zunächst, das Schiff mit Hilfe von Sprengstoff zu versenken, um einer Gefährdung der Schifffahrt vorzubeugen. An Bord des Schiffes befand sich noch eine unbekannte Menge an Treibstoff. Am 5. April 2012 schickte die US-Küstenwache die Anacapa, um das Schiff zu versenken. Zuvor hatte ein kanadischer Fischer sein Recht angemeldet, das Schiff zu bergen. Dies hatte sich jedoch als undurchführbar erwiesen, da das Fischerboot die Ryōun Maru nicht ins Schlepp nehmen konnte. Die Anacapa beschoss das treibende Fischereifahrzeug solange mit ihrem Bordgeschütz, bis es schließlich versank.